# Немирівський палац
Немирівський палац — пам'ятки архітектури в Немирівському районі Вінницької області.

## Історія

### Старий Немирівський палац

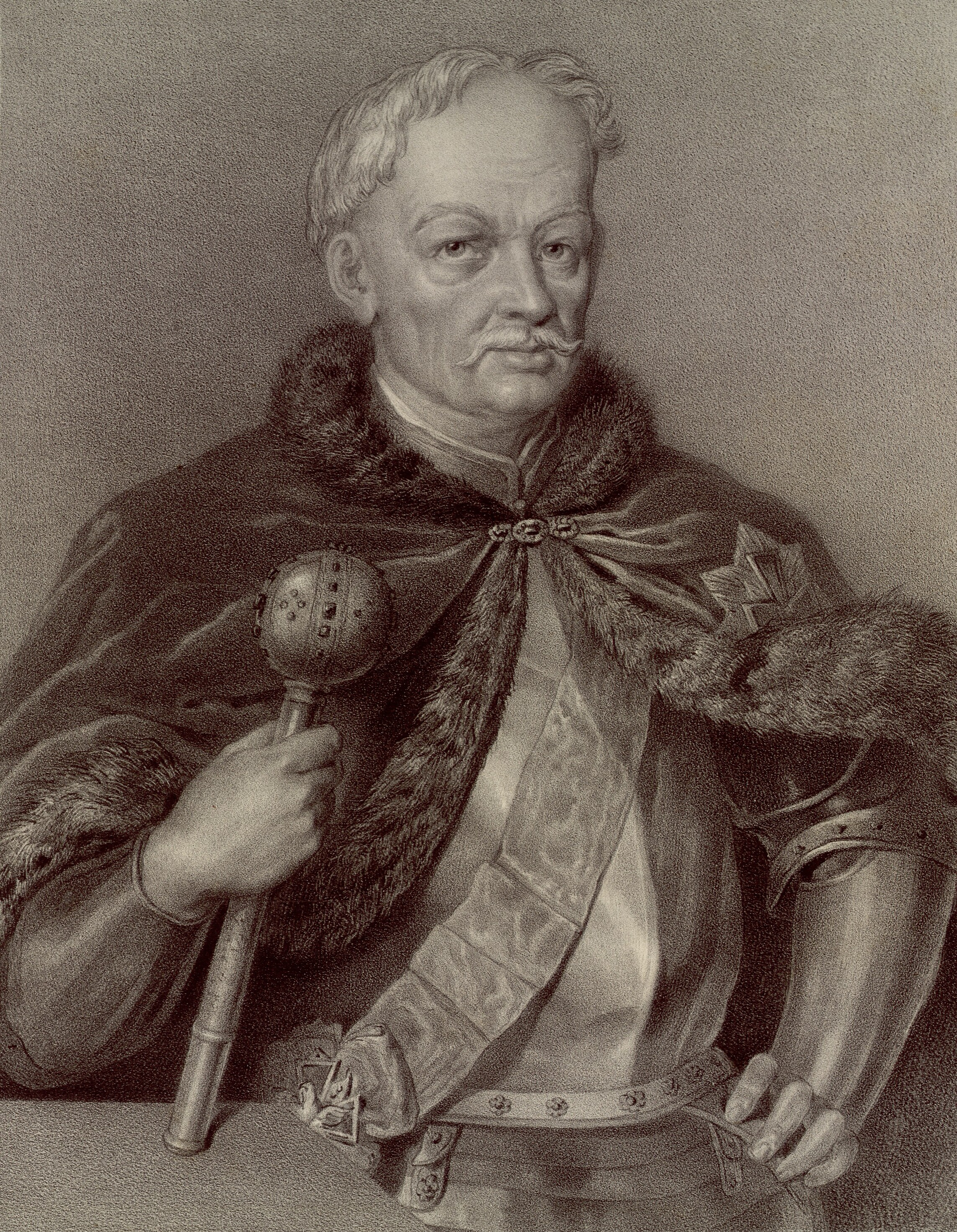
Юзеф Потоцький

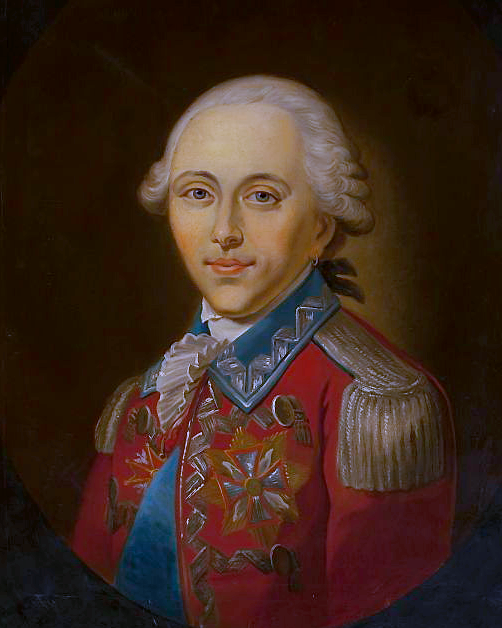
Вінцентій Потоцький

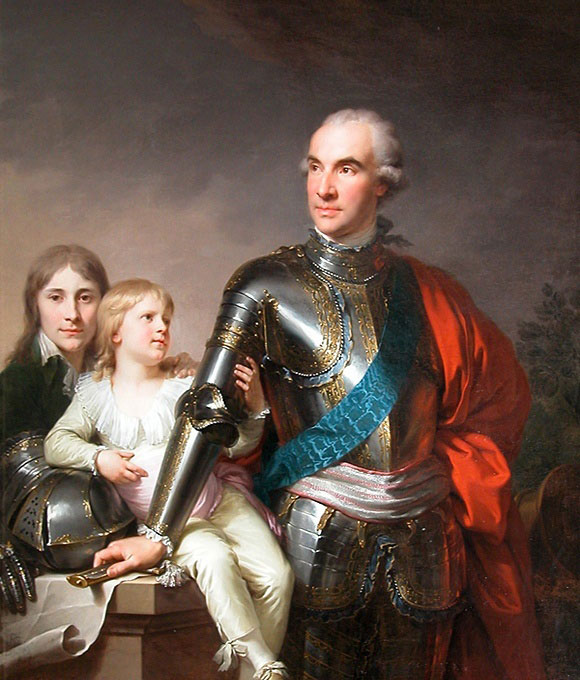
Станіслав Щенсний Потоцький

Був збудований для коронного гетьмана Юзефа Потоцького (1673—1751), що був сином гетьмана Андрія Потоцького (?-1691), державного діяча Речі Посполитої та засновника Івано-Франківська.
Після смерті Юзефа Потоцького землі і палац перейшли у спадок єдиному сину Станіславу Потоцькому (1698—1760), а потім онуку Вінцентію.
Власник містечка Вінцентій Потоцький (1740—1825) вибудував у Немирові палац (ймовірно, той був дерев'яний). Його коштом була збудована лютеранська кірха і кадетський корпус — військова школа для російської, української шляхти, викладачами якої були переважно німці та французи. При школі він заснував також бібліотеку. В. Потоцький карбував власну монету з гербом Пилява.
Навколо палацу було закладено парк. Він носить однойменну назву Немирівський парк і є парком-пам'яткою садово-паркового мистецтва загальнодержавного значення, займає площу 85 га.
1787 року Немирів відвідав з візитом польський король Станіслав Август Понятовський, тут квартирували Тадеуш Костюшко та князь Юзеф Понятовський.
У 1799 р. на маєтки В. Потоцького було накладено секвестр через величезну заборгованість. Ймовірно, на початку 19 ст. Немирів купив його племінник Станіслав Щенсний Потоцький. Після смерті Станіслава-Щенсного Потоцького у 1805 році Немирівський маєток дістався його сину Єжи Щенсному, від нього купила його Софія Потоцька. У 1824 р. Немирів перейшов до графа Болеслава Станіславовича Потоцького (молодшого сина Софії та Станіслава-Щенсного Потоцького). Від батька Б. С. Потоцького його разом з передмістям Шутівкою та 40 селами (15 208 десятин) 26 жовтня 1860 р. отримала у спадок Марія Болеславівна Строганова, уроджена Потоцька.
Дідич містечка граф Болеслав Потоцький, гофмейстер височайшого двору — був людиною освіченою, товариською, гостинним та ласкавим господарем, меценатом. Утримував своїм коштом сирітський будинок та богадільню у Ковалівці, притулок, лікарню для селян, гімназію у Немирові, віддаючи на це майже чверть від загальних затрат на утримання маєтку. 1835 року він реанімував закриту в 1831 році школу, яку заснувала тут Софія Потоцька, під назвою повітової. В один час в ній навчалося до 450 учнів. 1838 року школа стала 8-ми класною гімназією. Окрім цієї школи-гімназії, Болеслав Потоцький заснував чотирикласну школу в Богополі. Болеслав заснував фонд у Немирові для виплати зарплати жінкам і стипендії для студентів.
Болеслав Потоцький заклав у містечку так званий новий палац. Автором палацу був відомий архітектор — професор Кременецького ліцею Франциск Мехович. Крім палацу, він збудував будинок школи, 2 православні церкви, оранжереї та інші паркові будівлі. На запрошення Болеслава Потоцького у 1845 році у Немирівському палаці давав концерт Ференц Ліст.
Болеслав Потоцький багато часу проводив У Петербурзі, тому управління подільськими маєткам було передано його доньці — Марії, одруженій з Григорієм Сергійовичем Строгановим. Останньою власницею маєтку Немирів та навколишніх сіл була онука Болеслава Потоцького княгиня Марія Григорівна (1857—1920), уроджена графиня Строганова, одружена з князем Алєксєєм Щербатовим. Вона разом з донькою Олександрою (Сандрою) та сином Володимиром (домашні називали його Діма) 20 січня 1920 р. була розстріляна більшовиками біля Немирівського палацу.
У 1871 р. Немирівський палац малював Наполеон Орда.

### Палац Марії Щербатової зі Строганових
Із княгинею Марією Щербатовою (1857–1920) — дочкою власника Немирівських земель, графа Григорія Строганова (1829—1910) — пов'язана найкрасивіша архітектурна пам'ятка Немирова. Авторство палацу (досі має назву «Палац княгині Щербатової») належить відомому чеському архітектору Іржи Стібралу (1859 — 1939).
В 1894–1917 внучка Болеслава Потоцького Марія Щербатова перебудувала старий палац, збільшила парк, закладений за часів колишнього власника — Вінцентія Потоцького, який за його часів мав площу 85 гектарів.
В Немирівському палаці знаходилися багато речей з Тульчинського палацу, які перевіз сюди Болеслав Потоцький. В палаці знаходилися численні родині портрети, серед яких були портрет Анни Могили — дружини Станіслава Ревери Потоцького.
В 1880 році старий палац Потоцьких був розібраний і на його місці через п'ять років за проєктом Е.Крамаржа почав зводитись новий. За легендою, ідеєю для будівлі цього палацу слугував візит до Англії, де княгині Щербатової сподобався один з англійських заміських палаців. Немирівський палац будувався дуже довго — з 1894 по 1917. З приводу авторства проєкту палацу єдиної думки немає — вказуються або пара архітекторів Г.Гринера і Е.Крамаржа, або чеський архітектор Іржи Стибрал (його підпис мають креслення палацу). Найімовірніше архітектори просто змінювались в зв'язку з довгим періодом будівництва палацу. Деякі речі зі старого батькового палацу були перенесені у новий — наприклад великий камін з білого мармуру з каріатидами, 2 мармурових медальйона.
Запрошеним бельгійським парковим архітектором ван Геєртом значно переплановується парк (85 гектарів), який отримує регулярне планування і впорядковується каскад паркових озер.
4-томний довідник по пам'ятках архітектури та містобудування УРСР під редакцією М.Жарикова так описує палац Щербатової:
| «ДВОРЕЦ. 1894—1917 гг., ПАРК, конец XIX в. Дворец сооружен архитекторами Г. Гринером и Э. Крамаржем в стиле неоклассицизма. Сложен из известняка, прямоугольный в плане, двухэтажный. Главное внимание уделено парковому фасаду, имеющему традиционное пятичастное членение. Его центральный ризалит архитектурно усилен четырех-колонным портиком ионического ордера с балюстрадой по антаблементу. Боковые ризалиты выражены слабее. Вдоль фасадов устроены широкие видовые прогулочные террасы, огражденные парапетом с балясинами. Главный фасад с шестиколонным портиком более скромен и строг. Фасады расчерчены ленточным рустом. Парк занимает площадь 85 га. Наиболее интенсивные работы по его созданию проводились в конце XIX в. Территория характеризуется мягко выраженным рельефом с пологим склоном к пруду. Планировка преимущественно пейзажная, хотя и подчинена главной архитектурной доминанте — дворцу. Характерным для парка является включение в композицию четко выраженных элементов регулярной планировки. Это партер (0,75 га), примыкающий к юго-восточному фасаду дворца, центральная поляна у паркового фасада. Парк насчитывает около 80 видов деревьев и кустарников. Основном ассортимент: дуб, сосна обыкновенная, черная и Веймутова, бук красный, акация белая, ель обыкновенная и голубая, граб, пихта, ясень, кофейное дерево, гинкго, платан и др.» |
Центральний вхід палацу охороняють дві скульптури (сонні та ліниві леви) з каррарського мармуру.
На початку ХХ століття архітектором Пехлером на території парку була зведена водонапірна башта. Збереглося також декілька господарських споруд, що використовуються й зараз.
З початком Першої світової війни княгиня Щербатова передає свій палац під військовий лазарет, де сама працює сестрою милосердя. Разом з нею тут працювали три дочки Столипіна, які були ріднею княгині.
Після подій 1917 року влада в Немирові змінювалась декілька разів. На початку 1920 року, коли в Немирові перебували більшовицькі полки, княгиня Марія Щербатова з родиною та молодша (хвора)
дочка Столипіна були розстріляні за те, що віддали маєток з майном під шпиталь воякам Української Галицької Армії.

### Радянські часи
Після встановлення радянської влади садиба княгині Щербатової була конфіскована. З 1921 року стала використовуватись спочатку як будинок відпочинку, а пізніше як санаторій, відомий під назвою «Авангард». 1956 року палац був відреставрований і до честі реставраторів його архітектурні риси були збережені. Для господарчих потреб звели їдальню.
За радянських часів в парку перед палацом був встановлений стандартний монумент дорослому Лєніну, на території декілька статуй малого «Ілліча» та вмурований в постамент танк.

## Сучасність
Нині в палаці міститься багатопрофільний санаторій. Палац є візитівкою Немирова.

## Галерея

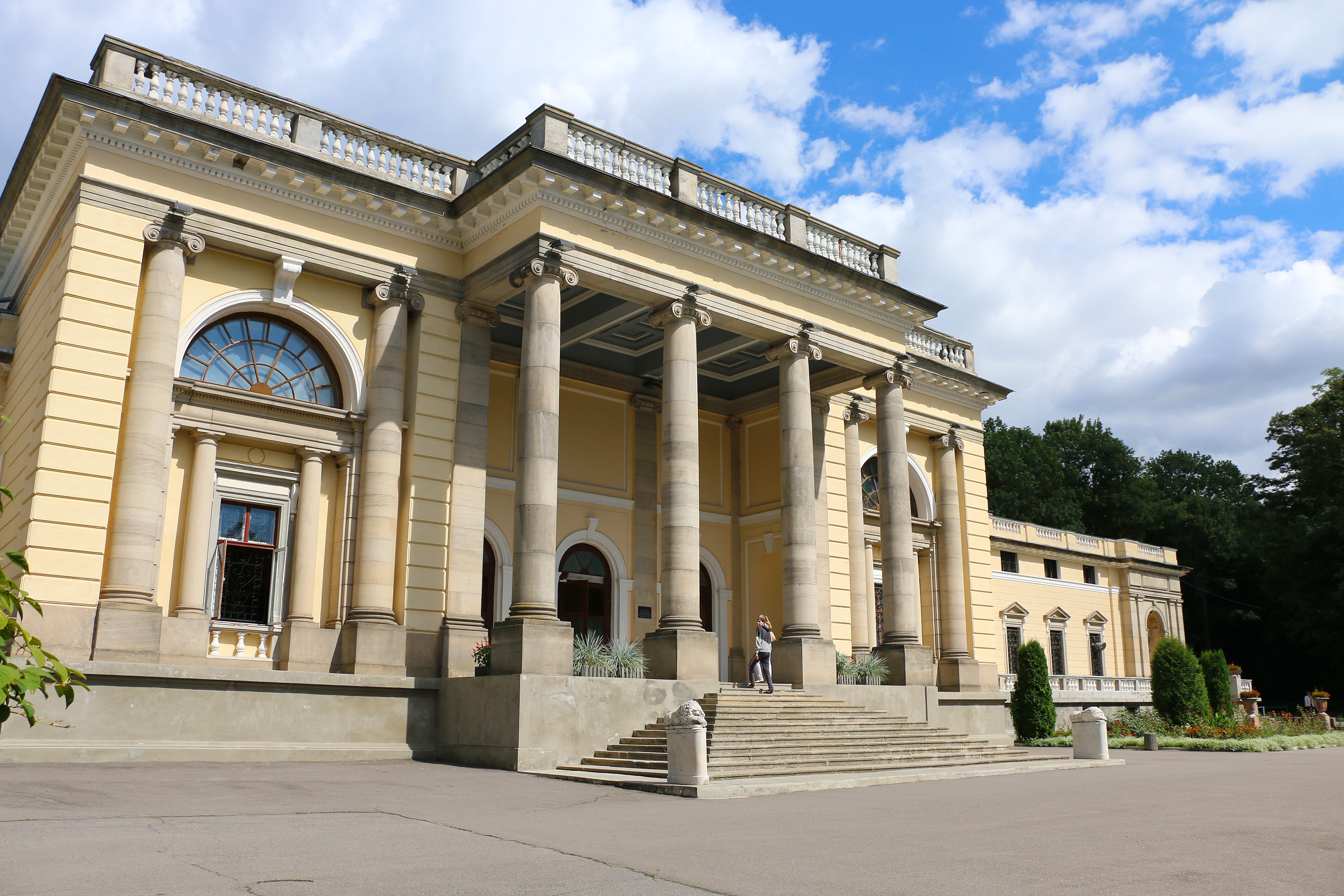
Головний вхід
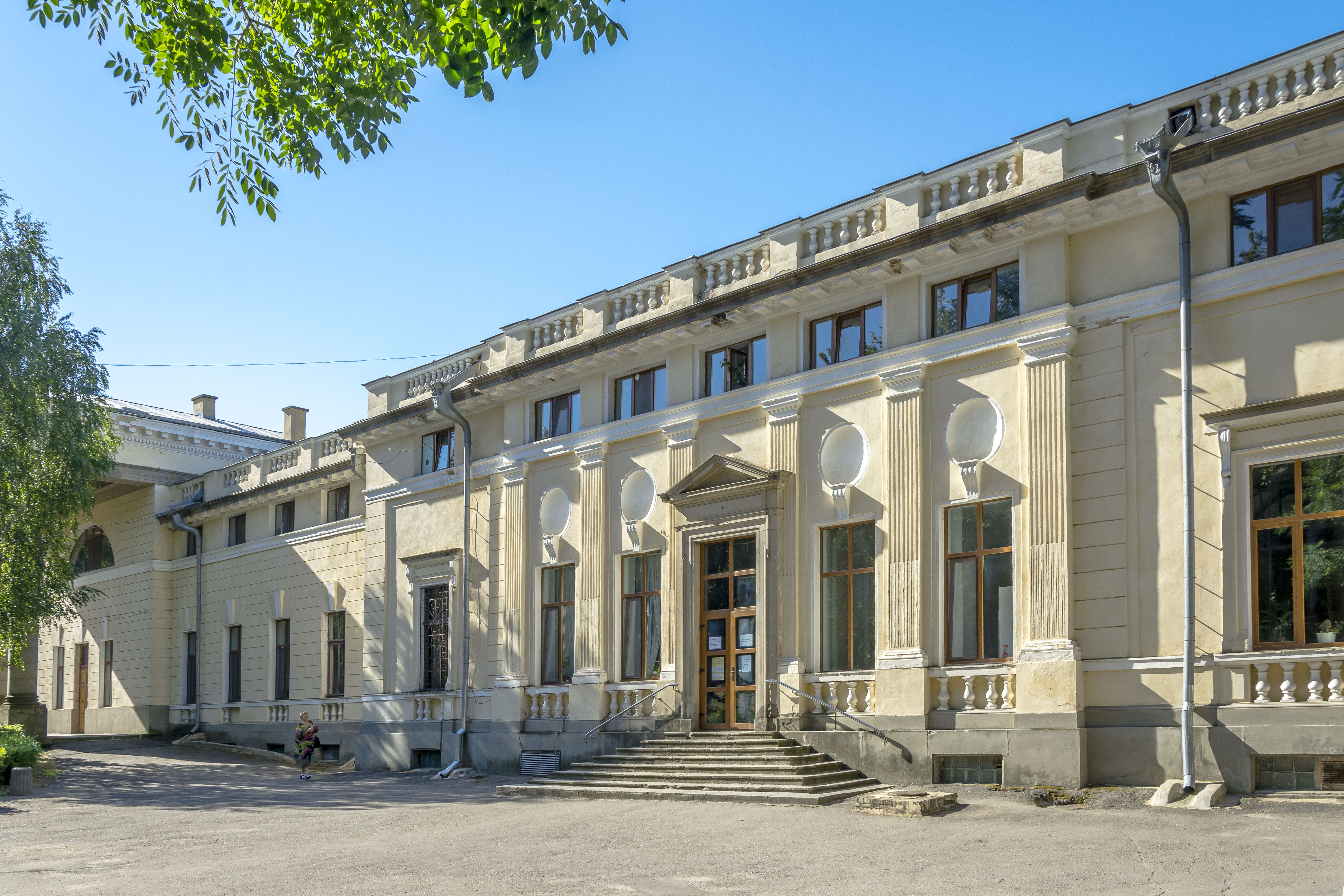
Кутовий вигляд
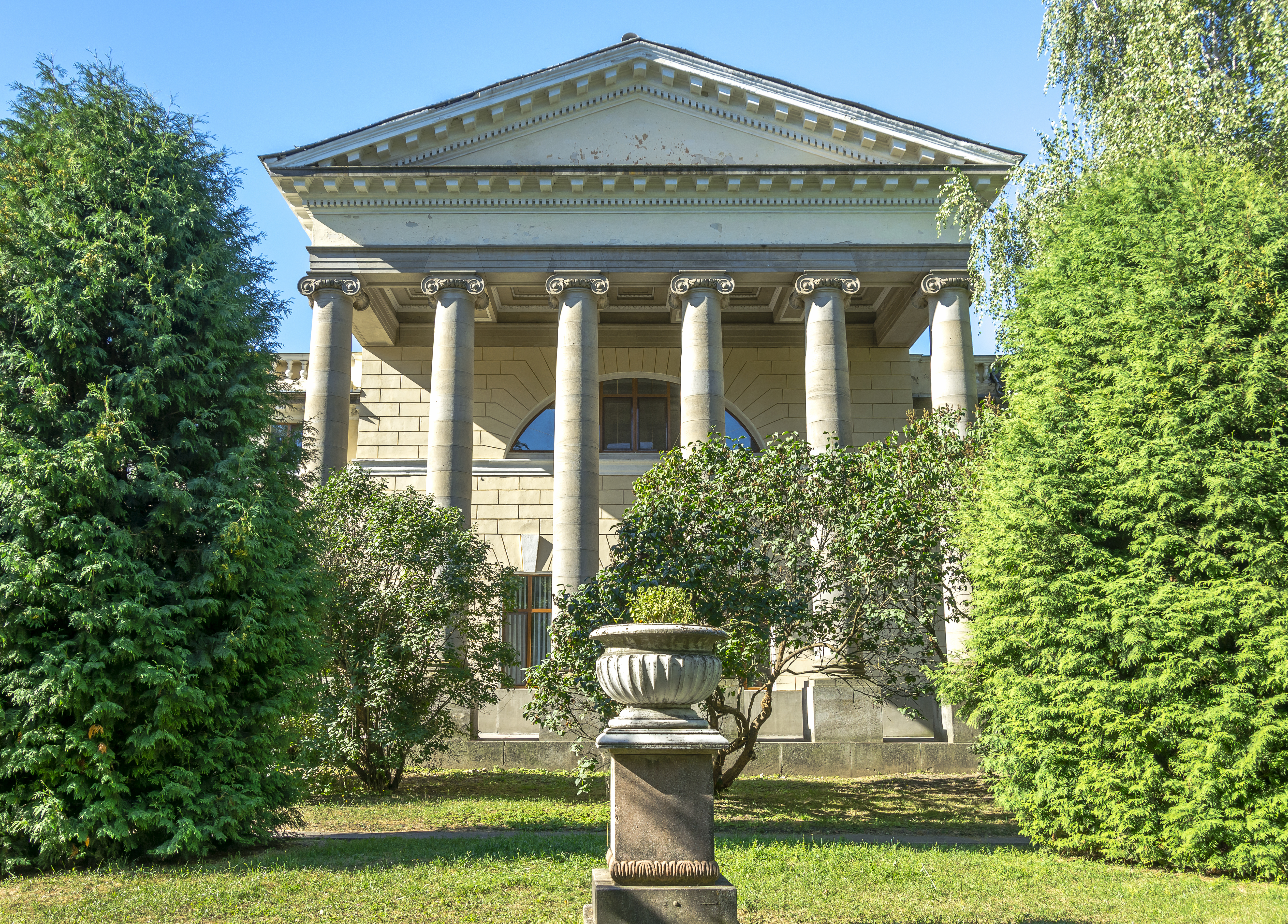
Витвір мистецтва
Головний фасад
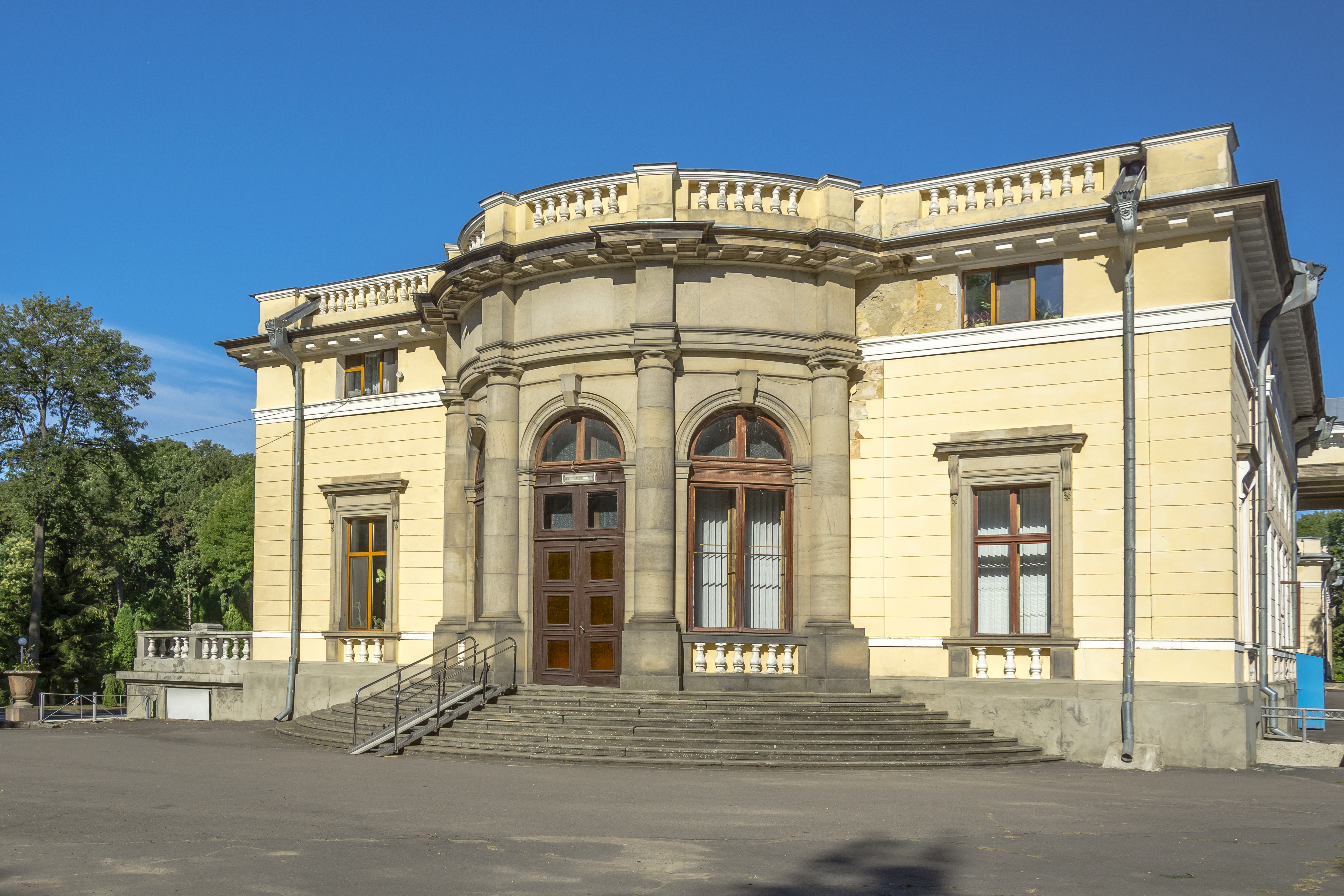
Зворотня сторона

## Інтер'єри палацу

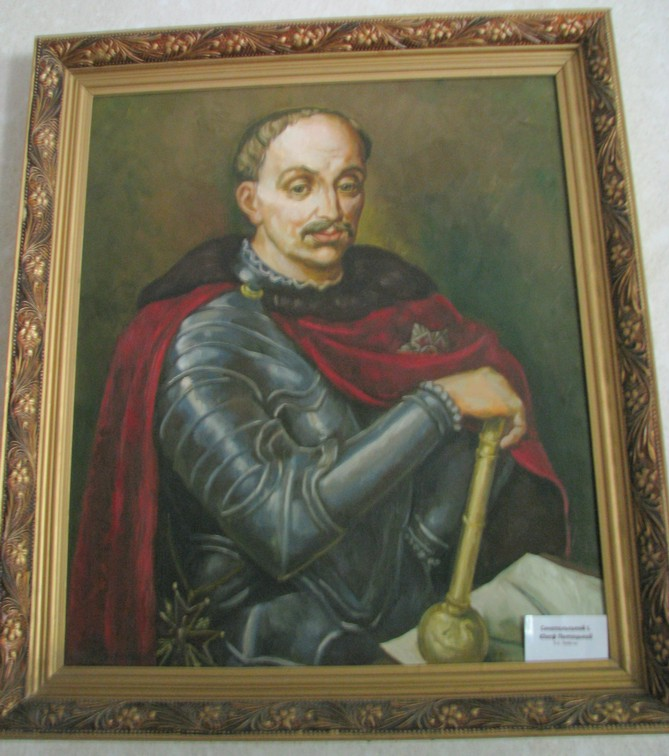
Юзеф Потоцький
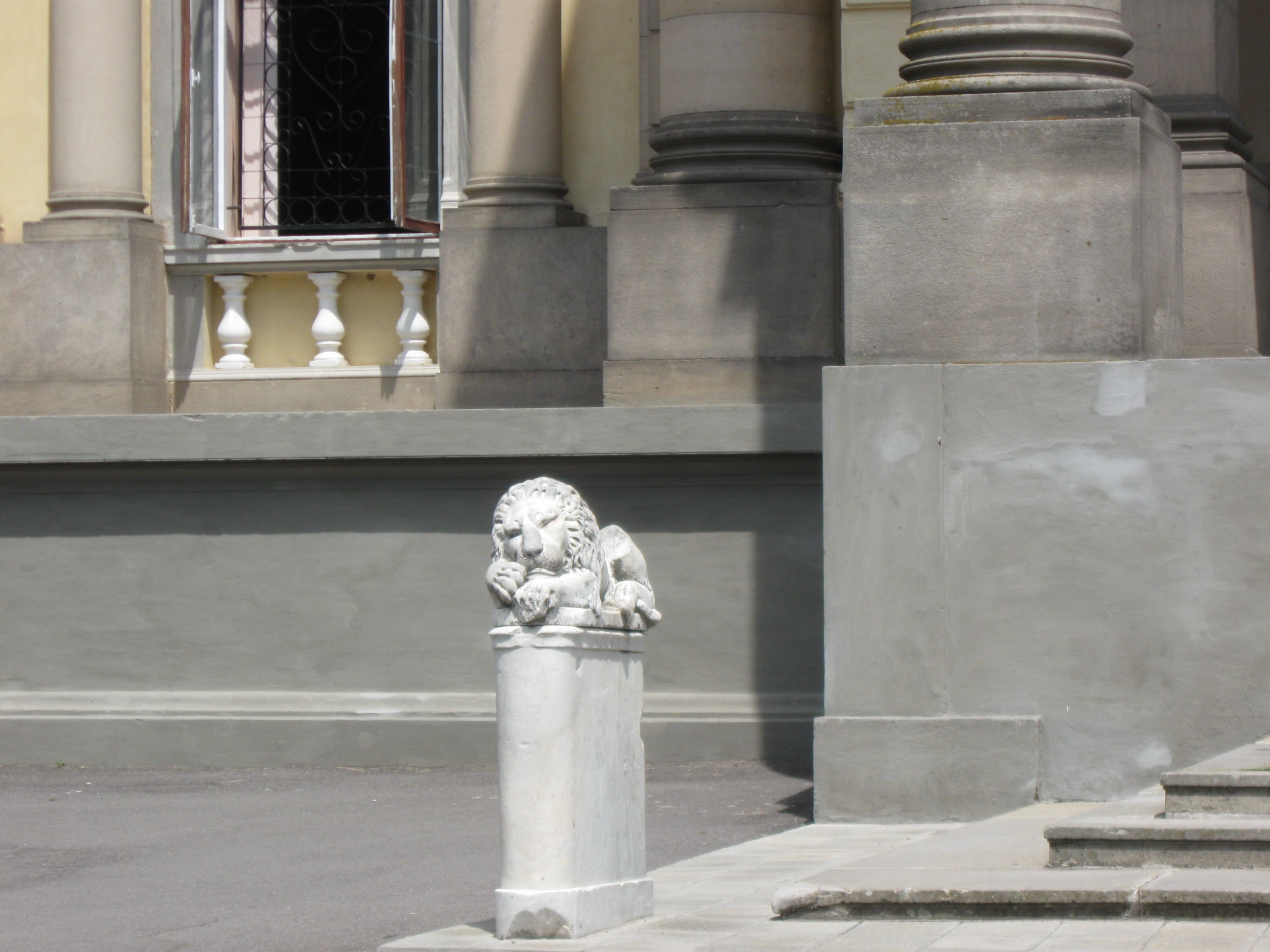
Один із левів біля входу
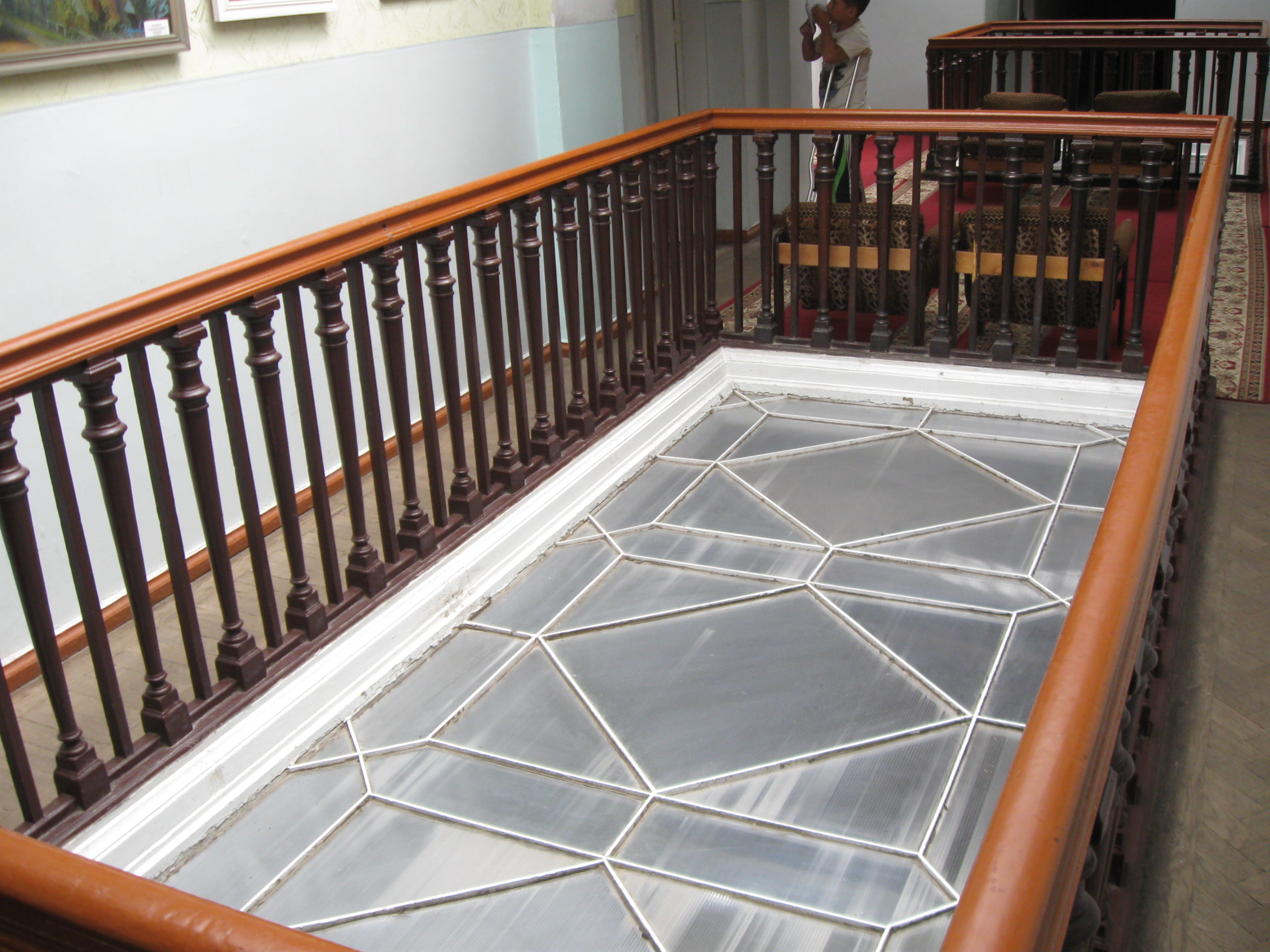
Вікно між поверхами
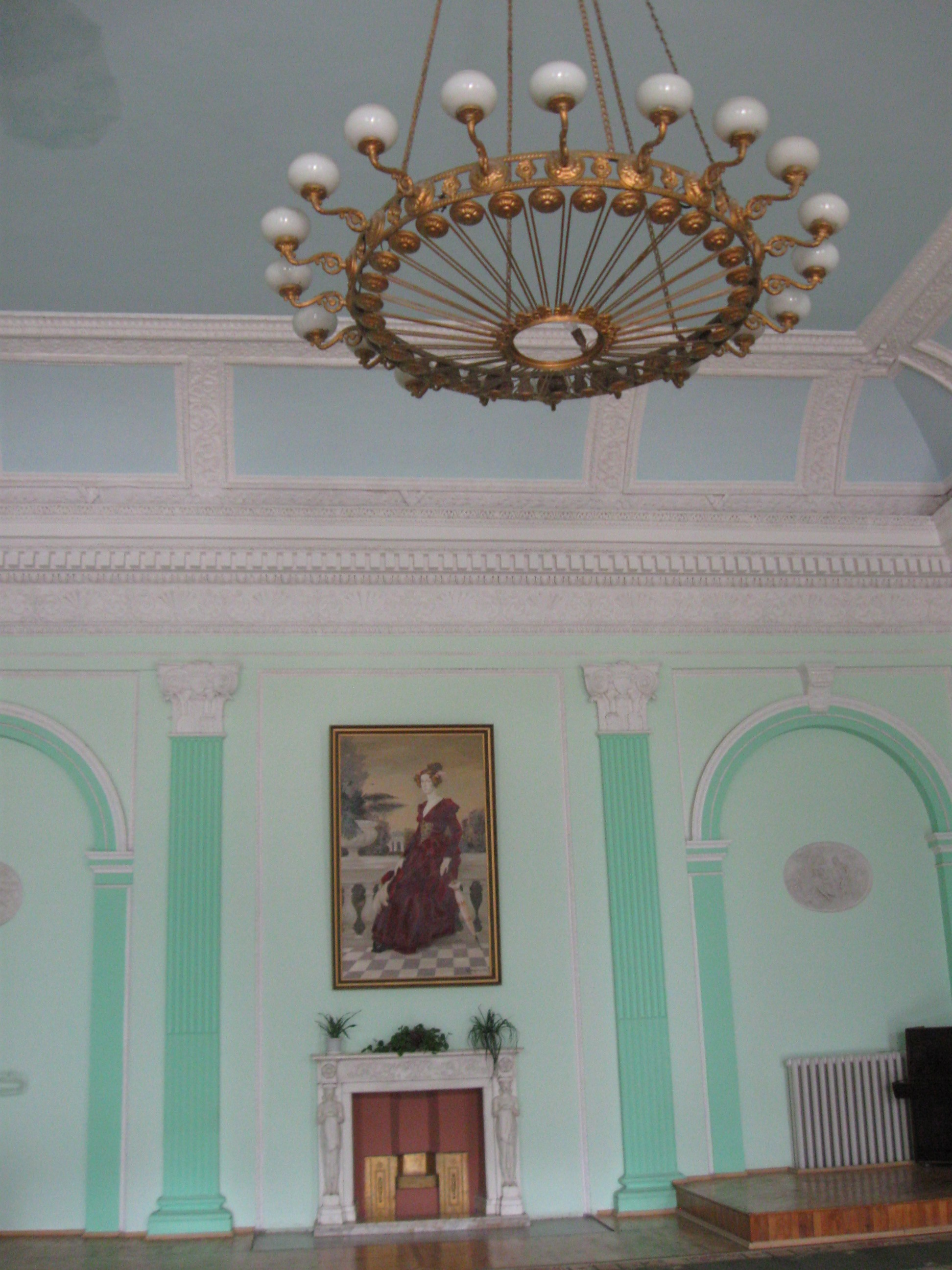
Над каміном - портрет господині палацу